# حمر أعلى (مذيخرة)

تعديل مصدري - تعديل

حمر أعلى هي إحدى قرى عزلة الجوالح بمديرية مذيخرة التابعة لمحافظة إب، بلغ تعداد سكانها 1844 نسمة حسب تعداد اليمن لعام 2004.